# 中和镇 (青冈县)
中和镇，是中华人民共和国黑龙江省绥化市青冈县下辖的一个行政建制镇。

## 行政区划
中和镇下辖以下地区：
一排五村、一排六村、二排四村、二排五村、二排六村、三排五村、三排六村、三排七村、四排五村、四排六村、五排五村和五排六村。